# Jamides phasis
Jamides phasis är en fjärilsart som beskrevs av Hans Fruhstorfer 1921. Jamides phasis ingår i släktet Jamides och familjen juvelvingar. Inga underarter finns listade i Catalogue of Life.